# Anne Haug (Triathletin)
Anne Haug (* 20. Januar 1983 in Bayreuth) ist eine ehemalige deutsche Triathletin. Ihr größter Erfolg ist der Gewinn des Ironman Hawaii 2019. Sie ist Deutsche Vizemeisterin Triathlon des Jahres 2009, Vizeweltmeisterin Triathlon (2012), Deutsche Triathlon-Meisterin auf der Sprintdistanz (2013) sowie zweifache Olympiateilnehmerin (2012, 2016). Seit Juli 2024 hält sie mit 8:02:38 Stunden die Weltbestzeit für Frauen auf der Ironman-Distanz und sie wird auch als Führende in der Bestenliste deutscher Triathletinnen auf der Ironman-Distanz geführt.

## Werdegang
Haug legte an der TU München das Diplom in Sportwissenschaften ab; sie lebt in Bayreuth und München. Trainiert wird sie vom luxemburgischen Diplom-Sportwissenschaftler Dan Lorang, Head of Performance / Head Coach beim Bora-hansgrohe Professional Cycling Team aus München und von Michael Hahn, Dozent an der Technischen Universität München und ehemaliger Spitzenschwimmer des Deutschen Schwimm-Verbandes (DSV). Anne Haug tritt für die Vereine Team Icehouse Bayreuth und LAZ Saarbrücken an.

### Deutsche Duathlon-Meisterin 2008 und 2009
2007 wurde Anne Haug Europameisterin Wintertriathlon in ihrer Altersklasse (20 bis 24 Jahre). 2008 wurde sie Deutsche Duathlon-Meisterin und sie konnte diesen Erfolg im Folgejahr nochmals wiederholen. Bei der Duathlon-Weltmeisterschaft belegte sie 2009 den fünften Rang.

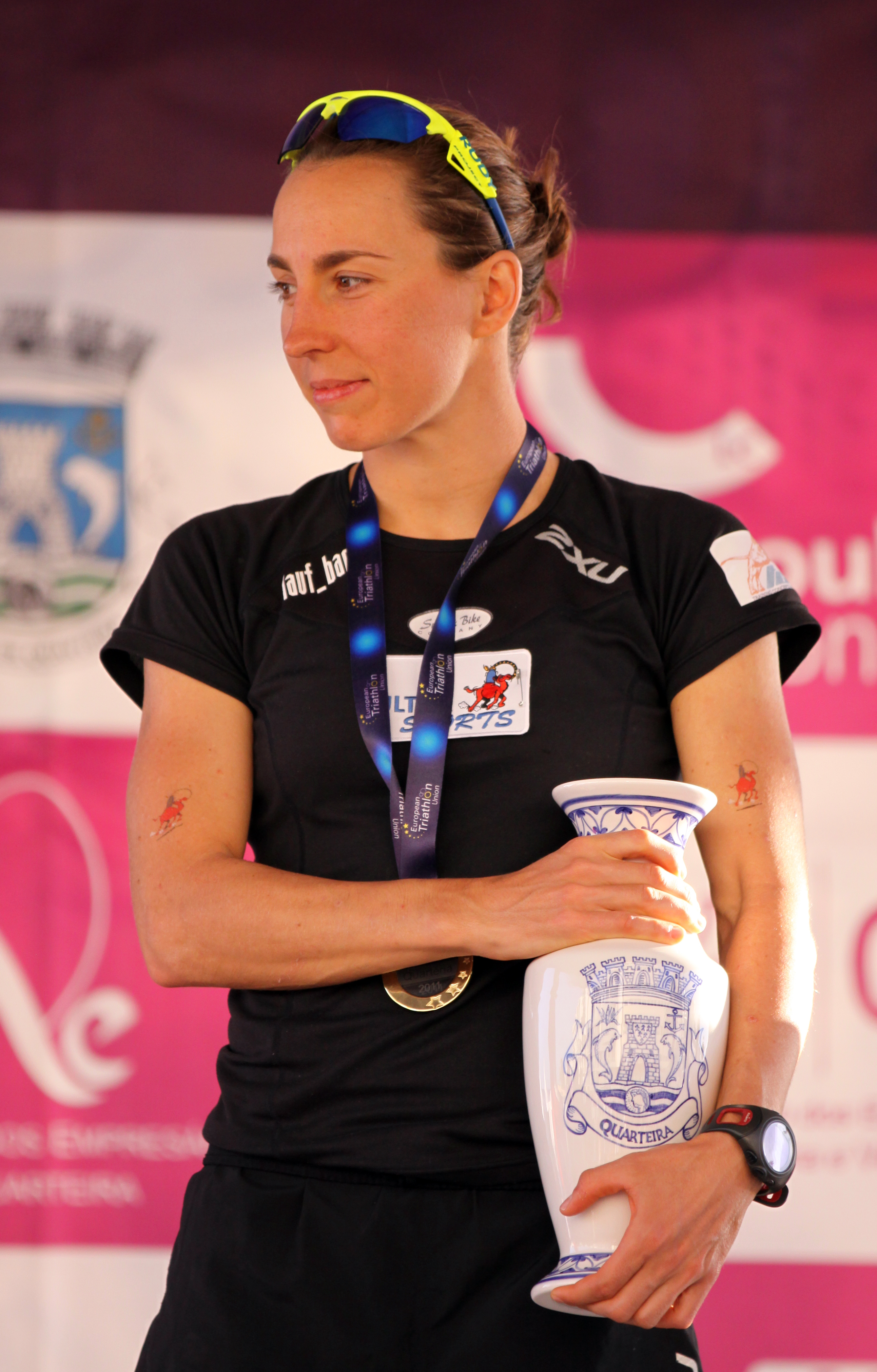
Anne Haug nach ihrem Sieg in Quarteira, 2011

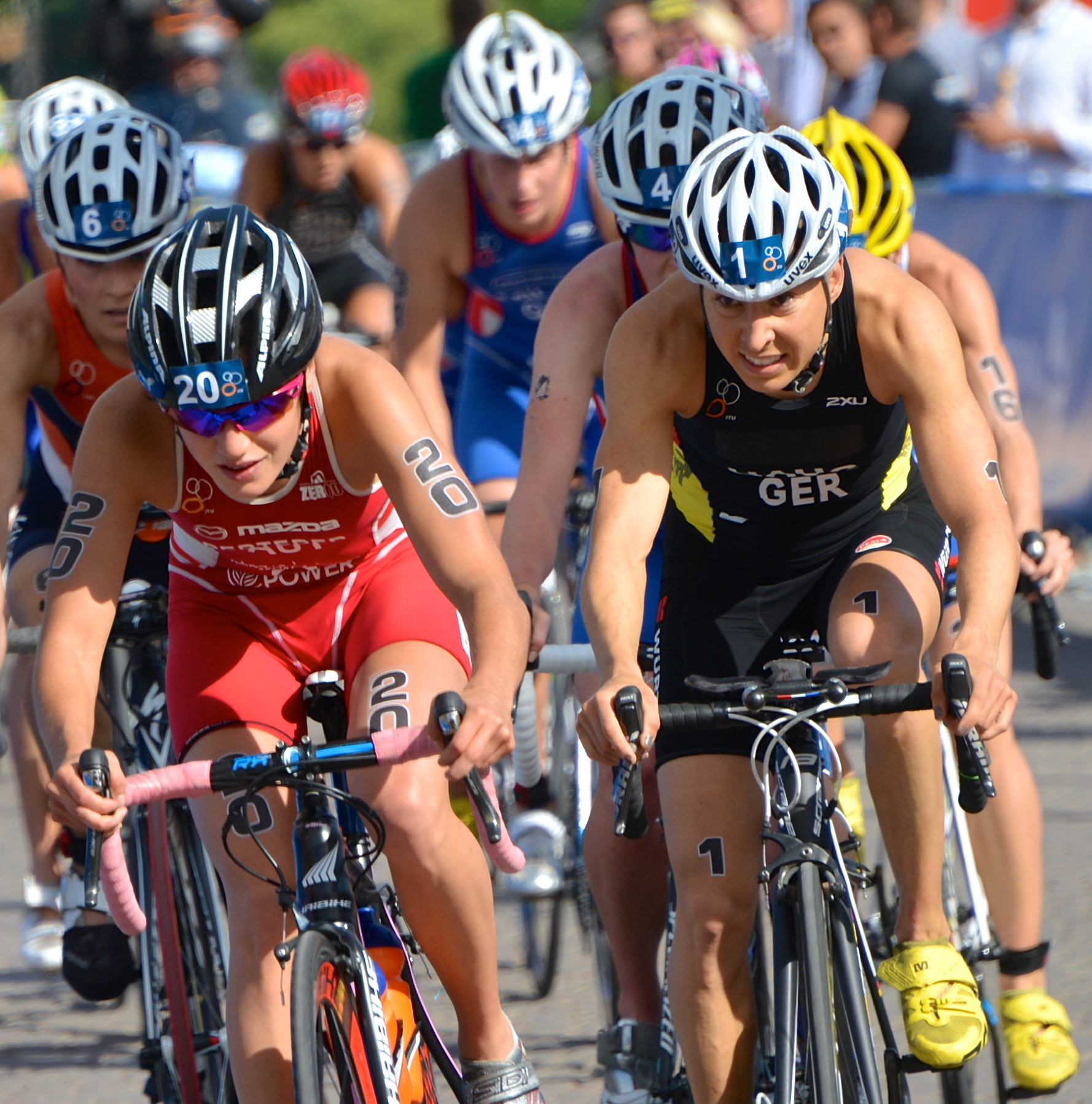
Anne Haug (rechts) neben der Österreicherin Lisa Perterer (2013)

Ende 2011 zog Anne Haug auf eigene Faust nach Australien um, um sich dort mit ihrem neuen Coach Darren Smith gezielt auf die Olympischen Spiele in London und das dafür nötige Qualifikationsrennen im Mai 2012 in Madrid vorzubereiten. In Madrid qualifizierte sie sich gemeinsam mit Svenja Bazlen für einen Startplatz bei den Olympischen Sommerspielen und die beiden gingen dort zusammen mit Anja Dittmer für Deutschland an den Start. Anne Haug belegte im Rennen mit einer Zeit von 2:01:35 h den elften Rang.

### Vizeweltmeisterin Triathlon 2012
Mit ihrem Sieg beim Grand Final in Neuseeland wurde sie im Oktober Vizeweltmeisterin 2012. Sie platzierte sich damit als beste und erste Deutsche in den Medaillenrängen der seit 1989 ausgetragenen Weltmeisterschaften auf der Kurzdistanz.
Im August 2013 wurde Anne Haug in Hannover Deutsche Meisterin auf der Triathlon-Sprintdistanz. Bei der WM-Rennserie 2013 wurde sie nach sieben Rennen im September in London Dritte. Sie schloss sich wieder dem Verband an und trainiert seitdem auch wieder unter ihrem früheren Trainer Dan Lorang. Bei der Wahl zur Sportlerin des Jahres 2013 landete Anne Haug auf dem 16. Rang.
Ende Mai 2014 verletzte sich Anne Haug in London beim Rennen der WM-Serie und musste die geplanten Starts für die nächsten Rennen absagen. Auf der Triathlon-Sprintdistanz wurde sie im Juni 2015 Deutsche Vizemeisterin.
Sie konnte sich als erste Triathletin der DTU im August 2015 für einen Startplatz bei den Olympischen Spielen 2016 in Rio de Janeiro qualifizieren und sie bestätigte ihre Nominierung im April 2016 mit dem vierten Rang in Kapstadt. Die Triathlon-Weltmeisterschafts-Rennserie 2015 schloss sie nach zehn Rennen im September als fünftbeste Deutsche auf dem 29. Rang ab. Im Mai 2016 wurde sie als beste Deutsche Fünfte bei der Triathlon-Europameisterschaft auf der olympischen Distanz. Beim Triathlon-Wettbewerb der Olympischen Spiele 2016 in Rio de Janeiro belegte sie den 36. Platz. Danach wechselte sie auf die längeren Distanzen.
Bei ihrem ersten Start auf der Mitteldistanz konnte sie im September 2017 den Ironman 70.3 Lanzarote gewinnen.
Bei ihrem ersten Start auf der Ironman-Distanz (3,86 km Schwimmen, 180,2 km Radfahren und 42,195 km Laufen) belegte sie im Juli 2018 bei den Ironman European Championships in Frankfurt am Main den vierten Rang. Im September wurde sie in Südafrika Dritte bei den Ironman 70.3 World Championships. Bei ihrem ersten Start auf Hawaii belegte die damals 35-Jährige im Oktober beim Ironman Hawaii den dritten Rang. Sie erreichte die erste deutsche Medaille bei den Frauen seit 2008 (Sandra Wallenhorst) und mit dem schnellsten Marathon des Tages bei den Frauen (2:55:22 h) stellte sie die siebtschnellste je auf Hawaii gelaufene Zeit ein.

### Siegerin Ironman World Championships 2019
Im August 2019 erzielte sie beim Ironman Copenhagen einen neuen Streckenrekord und hält seitdem mit ihrer Siegerzeit von 8:31:32 h zugleich den deutschen Rekord auf der Ironman-Distanz. Im Oktober konnte die damals 36-Jährige als erste deutsche Athletin den Ironman Hawaii für sich entscheiden. Im Dezember wurde Anne Haug von den Lesern des Magazins Triathlon zur Triathletin des Jahres gewählt.

### Vizeweltmeisterin PTO 2020
Im Dezember 2020 wurde sie in Florida hinter der Kanadierin Paula Findlay Vizeweltmeisterin bei den PTO Professional Triathletes Organisation World Championships.
Im März 2021 wurde ein geplanter Start bei der Challenge Miami (1,5 km Schwimmen, 60,3 km Radfahren und 16,9 km Laufen) durch einen positiven Corona-Testbefund vereitelt. Im Mai 2021 konnte die 38-Jährige auf der Mitteldistanz die Erstaustragung der Challenge St. Pölten für sich entscheiden und im Juni wurde sie im Rahmen der Challenge Walchsee-Kaiserwinkl Zweite bei der ETU-Europameisterschaft auf der Triathlon-Halbdistanz.
Im März 2022 wurde sie Zweite im Ironman 70.3 Lanzarote. Im Mai wurde sie Dritte bei den erstmals außerhalb von Hawaii ausgetragenen und vom Oktober 2021 verschobenen Ironman World Championships. Beim Ironman Hawaii 2022 wurde sie im Oktober ebenso Dritte, hinter der US-Amerikanerin Chelsea Sodaro und der Britin Lucy Charles-Barclay.

### 2. Rang Ironman World Championships 2023
Im Oktober 2023 wurde Anne Haug Zweite im Ironman Hawaii und stellte eine neue Rekordzeit für die Marathondistanz ein. Sie war 2023 die Erstplatzierte der „Triathlon Money List“ – als bestverdienende Athletin mit 335.788 US-Dollar an Preisgeldern.
Im Mai 2024 gewann die 41-Jährige den Ironman Lanzarote und stellte mit ihrer Siegerzeit von 9:06:40 Stunden hier einen neuen Streckenrekord ein. Mit dem Ironman 70.3 Nizza gewann sie im Juni in Frankreich an der Mittelmeerküste ihr sechstes Ironman-70.3-Rennen. Im Juli verbesserte Haug bei ihrem dritten Sieg bei der Challenge Roth die Weltbestzeit für die Langdistanz auf 8:02:38 Stunden. Bei den Ironman Championships der WTC in Nizza, im September musste Haug wegen eines Raddefektes frühzeitig aufgeben.
Sie beendete am 22. Juli 2025 ihre Karriere.

## Auszeichnungen
- 2022 Bayerische Botschafterin des Sports[26]
- 2020 Bayerischer Sportpreis, „Bayerische Sportmomente für die Ewigkeit“[27]
- 2019 Triathletin des Jahres[28]
- Bei der Wahl zur Deutschlands Sportlerin des Jahres 2019 belegte sie hinter Weitsprungweltmeisterin Malaika Mihambo Platz zwei.

## Sportliche Erfolge
| Datum/Jahr    | Platz | Wettbewerb                                   | Austragungsort | Zeit     | Bemerkung |  |
| ------------- | ----- | -------------------------------------------- | -------------- | -------- | --- |  |
| 3. Mai 2025   | 1     | Volcano Triathlon                            | Lanzarote      | 02:05:51 | Sieg auf der olympischen Distanz                                                                                            |  |
| 20. Aug. 2016 | 36    | Olympische Sommerspiele 2016                 | Rio de Janeiro | 02:02:56 | |  |
| 28. Mai 2016  | 5     | ETU Triathlon European Championships         | Lissabon       | 02:04:45 | Europameisterschaft auf der olympischen Kurzdistanz                                                                         |  |
| 24. Apr. 2016 | 4     | ITU World Championship Series 2016           | Kapstadt       | 01:00:07 | |  |
| 5. März 2016  | 38    | ITU World Championship Series 2016           | Abu Dhabi      | 02:00:58 | im ersten Rennen der Saison                                                                                                 |  |
| 2. Aug. 2015  | 7     | ITU World Olympic Qualification Event        | Rio de Janeiro | 02:00:57 | erfolgreiche Olympiaqualifikation                                                                                           |  |
| 18. Juli 2015 | 15    | ITU World Championship Series 2015           | Hamburg        | 00:58:37 | |  |
| 28. Juni 2015 | 2     | DTU Deutsche Triathlon-Meisterschaften       | Düsseldorf     | 00:59:09 | Deutsche Vizemeisterin auf der Sprintdistanz, hinter Laura Lindemann                                                        |  |
| 16. Mai 2015  | 16    | ITU World Championship Series 2015           | Yokohama       | 02:00:13 | |  |
| 25. Apr. 2015 | 8     | ITU World Championship Series 2015           | Kapstadt       | 01:50:21 | |  |
| 11. Apr. 2015 | 23    | ITU World Championship Series 2015           | Gold Coast     | 02:01:18 | |  |
| 7. März 2015  | 16    | ITU World Championship Series 2015           | Abu Dhabi      | 01:00:06 | im ersten Rennen der Saison auf der Sprintdistanz nur 67 Sekunden hinter der Siegerin, der US-Amerikanerin Gwen Jorgensen   |  |
| 31. Mai 2014  | 49    | ITU World Championship Series 2014           | London         | 00:58:32 | Sturz auf der Sprintdistanz                                                                                                 |  |
| 26. Apr. 2014 | 6     | ITU World Championship Series 2014           | Kapstadt       | 01:47:59 | |  |
| 5. Apr. 2014  | 2     | ITU World Championship Series 2014           | Auckland       | 02:08:59 | erstes Rennen der Triathlon-Weltmeisterschaftsserie 2014                                                                    |  |
| 14. Sep. 2013 | 35    | ITU World Championship Series 2013           | London         | 02:06:28 | beim Grand Final und damit Dritte der ITU-Weltmeisterschaftsserie 2013                                                      |  |
| 31. Aug. 2013 | 1     | DTU Deutsche Triathlon-Meisterschaften       | Hannover       | 01:02:47 | Deutsche Triathlon-Meisterin auf der Sprintdistanz, vor Rebecca Robisch                                                     |  |
| 24. Aug. 2013 | 3     | ITU World Championship Series 2013           | Stockholm      | 01:56:45 | |  |
| 21. Juli 2013 | 1     | ITU Triathlon World Championship Mixed Relay | Hamburg        | 01:17:55 | Weltmeister mit dem deutschen Team (mit Anja Knapp, Jan Frodeno und Franz Löschke)                                          |  |
| 20. Juli 2013 | 1     | ITU World Championship Series 2013           | Hamburg        | 00:57:21 | Siegerin auf der Sprintdistanz                                                                                              |  |
| 6. Juli 2013  | 3     | ITU World Championship Series 2013           | Kitzbühel      | 01:04:34 | |  |
| 22. Juni 2013 | 1     | Alpen-Triathlon                              | Schliersee     |          | Anne Haug hatte das Elite-Rennen als Erste beendet – kam als Gaststarterin aber nicht in die Bundesliga Wertung.            |  |
| 20. Okt. 2012 | 1     | ITU World Championship Series 2012           | Auckland       | 02:10:48 | Siegerin beim Grand Final der Rennserie 2012                                                                                |  |
| 29. Sep. 2012 | 2     | ITU World Championship Series 2012           | Yokohama       | 01:59:07 | |  |
| 25. Aug. 2012 | 4     | ITU Sprint Triathlon World Championships     | Stockholm      | 01:00:59 | Triathlon-Weltmeisterschaft auf der Sprintdistanz                                                                           |  |
| 4. Aug. 2012  | 11    | Olympische Sommerspiele 2012                 | London         | 02:01:35 | als beste deutsche Athletin                                                                                                 |  |
| 21. Juli 2012 | 4     | ITU World Championship Series 2012           | Hamburg        | 00:56:35 | auf der Sprintdistanz |  |
| 26. Mai 2012  | 4     | ITU World Championship Series 2012           | Madrid         | 02:06:44 | Olympiaqualifikation |  |
| 12. Feb. 2012 | 2     | ITU Premium Oceania Cup Sprint               | Geelong        | 01:02:43 | 0,75 km Schwimmen, 20 km Radfahren und 5 km Laufen                                                                          |  |
| 5. Feb. 2012  | 7     | OTU Sprint Triathlon Oceania Cup             | Kinloch        | 01:06:20 | [ 32 ] |  |
| 10. Sep. 2011 | 43    | ITU World Championship Series 2011           | Peking         | 02:05:07 | |  |
| 28. Aug. 2011 | 3     | DTU Deutsche Triathlon-Meisterschaften       | Grimma         | 01:03:10 | Deutsche Triathlon-Meisterschaften auf der Sprintdistanz (0,75 km Schwimmen, 20 km Radfahren und 5 km Laufen)               |  |
| 9. Apr. 2011  | 1     | ITU Triathlon European Cup                   | Quarteira      | 02:06:41 | erste ITU-Elite-Goldmedaille                                                                                                |  |
| 29. Aug. 2010 | 3     | Almere Premium European Cup                  | Almere         | 02:03:09 | |  |
| 21. Aug. 2010 | 24    | ITU Triathlon Sprint World Championships     | Lausanne       | 01:01:39 | Triathlon-Weltmeisterschaft auf der Sprintdistanz bei der Erstaustragung (750 m Schwimmen, 20 km Radfahren und 5 km Laufen) |  |
| 30. Mai 2010  | 1     | Stadt-Triathlon München                      | München        | 00:52:24 | vor Jenny Schulz und Heidi Jesberger                                                                                        |  |
| 20. Juni 2009 | 3     | DTU Deutsche Triathlon-Meisterschaften       | Schliersee     |          | Mit dem dritten Rang beim Alpen-Triathlon wurde Haug Deutsche Triathlon-Vizemeisterin auf der Kurzdistanz.                  |  |

| Datum/Jahr    | Platz | Wettbewerb                                           | Austragungsort       | Zeit     | Bemerkung                                                                              |
| ------------- | ----- | ---------------------------------------------------- | -------------------- | -------- | -------------------------------------------------------------------------------------- |
| 16. Nov. 2024 | 10    | T100 Dubai                                           | Dubai                | 03:37:29 |                                                                                        |
| 19. Okt. 2024 | 12    | T100 Lake Las Vegas                                  | Lake Las Vegas       | 03:55:53 | hinter Taylor Knibb                                                                    |
| 28. Sep. 2024 | 6     | T100 Ibiza                                           | Ibiza                | 03:37:28 |                                                                                        |
| 16. Juni 2024 | 1     | Ironman 70.3 Nizza                                   | Nizza                | 04:38:44 |                                                                                        |
| 6. Mai 2023   | 1     | PTO European Open                                    | Ibiza                | 03:38:00 | 2 km Schwimmen, 80 km Radfahren und 18 km Laufen                                       |
| 22. Apr. 2023 | 1     | Challenge Gran Canaria                               | Mogán                | 04:05:38 | [ 37 ]                                                                                 |
| 18. März 2023 | 1     | Ironman 70.3 Lanzarote                               | Lanzarote            | 04:16:47 |                                                                                        |
| 19. März 2022 | 2     | Ironman 70.3 Lanzarote                               | Lanzarote            | 04:21:23 | ca. vier Minuten hinter Kat Matthews                                                   |
| 9. Okt. 2021  | 1     | Ironman 70.3 Lanzarote                               | Lanzarote            | 04:30:31 |                                                                                        |
| 28. Aug. 2021 | 2     | PTO Collins Cup                                      | Šamorín              | 03:37:49 | im Team Europe                                                                         |
| 21. Juni 2021 | 2     | ETU Middle Distance Triathlon European Championships | Walchsee             | 04:03:03 | ETU-Europameisterschaft auf der Halbdistanz bei der Challenge Walchsee-Kaiserwinkl     |
| 30. Mai 2021  | 1     | Challenge St. Pölten                                 | St. Pölten           | 04:20:17 |                                                                                        |
| 6. Dez. 2020  | 2     | PTO World Championships                              | Daytona Beach        | 03:27:42 | Vizeweltmeisterin PTO (2 km Schwimmen, 80 km Radfahren und 18 km Laufen)               |
| 18. Okt. 2020 | 1     | TriGames Triathlon France                            | Mandelieu-la-Napoule | 04:54:34 | 1,8 km Schwimmen, 92 km Fahrradfahren und 20 km Laufen                                 |
| 13. Sep. 2020 | 1     | Triath´Long de la Côte de Beauté                     | Royan                | 04:17:07 | [ 40 ]                                                                                 |
| 1. Feb. 2019  | 2     | Ironman 70.3 Dubai                                   | Dubai                | 04:01:42 |                                                                                        |
| 1. Sep. 2018  | 3     | Ironman 70.3 World Championships                     | Port Elizabeth       | 04:07:22 |                                                                                        |
| 3. Juni 2018  | 2     | Challenge – The Championship                         | Šamorín              | 04:07:58 | Challenge World Championships; Zweite hinter Lucy Charles                              |
| 7. Apr. 2018  | 1     | Ironman 70.3 California                              | Oceanside            | 04:12:03 | neuer Streckenrekord                                                                   |
| 2. Feb. 2018  | 1     | Ironman 70.3 Dubai                                   | Dubai                | 04:00:25 | neuer Streckenrekord; 1:14:11 h für den Halbmarathon                                   |
| 25. Nov. 2017 | 2     | Ironman 70.3 Bahrain                                 | Manama               | 04:02:43 | 1:17:27 h für den Halbmarathon                                                         |
| 2. Sep. 2017  | 1     | Ironman 70.3 Lanzarote                               | Lanzarote            | 04:12:38 | Siegerin bei ihrem ersten Start auf der Mitteldistanz (1:18:15 h für den Halbmarathon) |

| Datum/Jahr    | Platz | Wettbewerb                                                   | Austragungsort    | Zeit     | Bemerkung                                                                              |
| ------------- | ----- | ------------------------------------------------------------ | ----------------- | -------- | -------------------------------------------------------------------------------------- |
| 13. Juli 2025 | DNF   | Ironman Vitoria-Gasteiz                                      | Vitoria-Gasteiz   | –        | Rennabbruch auf der Laufstrecke                                                        |
| 22. Sep. 2024 | DNF   | Ironman World Championships                                  | Nizza             | –        | [ 44 ]                                                                                 |
| 7. Juli 2024  | 1     | Challenge Roth                                               | Roth              | 08:02:38 | Weltbestzeit                                                                           |
| 18. Mai 2024  | 1     | Ironman Lanzarote                                            | Puerto del Carmen | 09:06:40 | neuer Streckenrekord                                                                   |
| 14. Okt. 2023 | 2     | Ironman Hawaii                                               | Hawaii            | 08:27:33 |                                                                                        |
| 25. Juni 2023 | 2     | Challenge Roth                                               | Roth              | 08:21:09 | [ 46 ]                                                                                 |
| 6. Okt. 2022  | 3     | Ironman Hawaii                                               | Hawaii            | 08:42:22 | [ 47 ]                                                                                 |
| 3. Juli 2022  | 1     | Challenge Roth                                               | Roth              | 08:22:42 |                                                                                        |
| 7. Mai 2022   | 3     | Ironman St. George                                           | St. George        | 08:47:03 | Ironman World Championships 2021                                                       |
| 5. Sep. 2021  | 1     | ETU Challenge Long Distance Triathlon European Championships | Roth              | 07:53:48 | verkürzte Raddistanz – ETU Europameisterin auf der Langdistanz, bei der Challenge Roth |
| 12. Okt. 2019 | 1     | Ironman Hawaii                                               | Hawaii            | 08:40:10 | erste deutsche Siegerin                                                                |
| 18. Aug. 2019 | 1     | Ironman Copenhagen                                           | Kopenhagen        | 08:31:32 |                                                                                        |
| 13. Okt. 2018 | 3     | Ironman Hawaii                                               | Hawaii            | 08:41:58 | mit der zweitschnellsten Zeit einer deutschen Athletin auf der Ironman-Distanz         |
| 8. Juli 2018  | 4     | Ironman Germany                                              | Frankfurt am Main | 09:14:06 | Ironman European Championships                                                         |

| Datum/Jahr    | Platz | Wettbewerb                          | Austragungsort | Zeit     | Bemerkung                                                          |
| ------------- | ----- | ----------------------------------- | -------------- | -------- | ------------------------------------------------------------------ |
| 13. Jan. 2018 | 1     | Club La Santa Duathlon              | Lanzarote      | 01:00:20 | neuer Streckenrekord (5 km Laufen, 20 km Radfahren und 2,5 Laufen) |
| 26. Sep. 2009 | 5     | ITU Duathlon World Championships    | Concord        |          |                                                                    |
| 23. Mai 2009  | 8     | ETU Duathlon European Championships | Budapest       |          |                                                                    |
| 26. Apr. 2009 | 1     | DTU Deutsche Meisterschaft Duathlon | Backnang       | 02:04:22 | Deutsche Duathlon-Meisterin auf der Kurzdistanz, vor Jenny Schulz  |
| 2008          | 1     | DTU Deutsche Meisterschaft Duathlon | Backnang       |          | Deutsche Duathlon-Meisterin Kurzdistanz                            |

| Datum/Jahr    | Platz | Wettbewerb             | Austragungsort    | Distanz  | Zeit     | Bemerkung                         |
| ------------- | ----- | ---------------------- | ----------------- | -------- | -------- | --------------------------------- |
| 31. Dez. 2019 | 1     | Mangfall Silvesterlauf | Kolbermoor        | 10 km    | 00:34:30 |                                   |
| 30. Okt. 2016 | 12    | Frankfurt-Marathon     | Frankfurt am Main | Marathon | 02:36:13 |                                   |
| 17. Okt. 2010 | 1     | Mallorca-Marathon      | Palma             | 10 km    | 00:35:55 | Siegerin mit neuem Streckenrekord |
| 18. Okt. 2009 | 1     | Mallorca-Marathon      | Palma             | 10 km    | 00:37:33 |                                   |

| Datum/Jahr    | Platz | Wettbewerb                                                 | Austragungsort | Zeit     | Bemerkung                                               |
| ------------- | ----- | ---------------------------------------------------------- | -------------- | -------- | ------------------------------------------------------- |
| 13. Feb. 2009 | 6     | ITU Winter Triathlon World Championships                   | Gaishorn       |          | Wintertriathlon-Weltmeisterschaft                       |
| 6. Feb. 2009  | 8     | ETU Winter Triathlon European Championships                | Látky Mláky    |          | Europameisterschaft Wintertriathlon                     |
| 22. Feb. 2008 | 9     | ITU Winter Triathlon World Championships                   | Freudenstadt   | 01:51:04 | Wintertriathlon-Weltmeisterschaft im Rahmen des Coolman |
| 9. Feb. 2007  | 1     | ETU Winter Triathlon European Championship Age Group 20-24 | Steg           | 01:05:23 | Europameisterin Altersklasse 20-24                      |
| 4. Feb. 2007  | 3     | DTU Deutsche Meisterschaft Wintertriathlon                 | Oberstaufen    | 01:19:05 |                                                         |

## Publikationen
- Anne Haug: Olympische Distanz: Effizient trainieren mit der Profi-Strategie. spomedis, Hamburg 2016, ISBN 978-3-95590-095-3.

## Persönliches
Anne Haug erlernte erst mit 20 Jahren während ihres Studiums der Sportwissenschaft das Schwimmen.